# Amateurfunk-Fernsehen
Beim Amateurfunk-Fernsehen (ATV von englisch amateur television) werden wie beim allgemeinen Fernsehen (TV) bewegte Bilder und ein dazugehörender Ton übertragen. ATV ist eine Betriebsart des Amateurfunkdienstes und ist auf Frequenzbändern oberhalb von 2 m möglich. Nach deutscher Rechtslage muss sich der Inhalt der Sendungen auf die Themen des Amateurfunks beziehen und soll technisch-experimentellen Charakter haben. In den 2000er Jahren wurden die analogen Betriebsarten zunehmend durch digitale Verfahren (GMSK- und QPSK-Modulation) abgelöst, zusammengefasst als Digitales Amateurfunk-Fernsehen (DATV) bezeichnet.

## Analoges Amateurfunk-Fernsehen
ATV-Betrieb ist ab 430 MHz aufwärts auf fast allen Amateurfunkbändern möglich, so z. B. auf dem 70-cm-, 23-cm-, 13-cm- und 3-cm-Band. Die übertragenen Bilder können von einer Videokamera, von einem Videorekorder, von einem Computer mit Bewegtbildgrafik oder von einem Testbildgenerator zum Beispiel mit Schrifteinblendung kommen. Dieses Videosignal und der Ton von einem Mikrofon oder einem Videorekorder werden einem ATV-Sender zugeführt.
Der ATV-Sender fasst das Bild- und Tonsignal zusammen und setzt beide in den Frequenzbereich um, in dem die Funkübertragung erfolgen soll. Dieser als Modulation bezeichnete Vorgang wird zum Beispiel in Amplitudenmodulation (AM) und Frequenzmodulation (FM) unterschieden. Bei der Frequenzmodulation wird die Sendefrequenz für Bild und Ton gemeinsam in ihrem Frequenzwert geändert. Nach diesem Verfahren arbeiten die analogen Fernsehsatelliten. Vorteil: einfache Schaltungstechnik beim Sender, analoge Sat-TV-Receiver können zum Empfang verwendet werden. Außerdem eine hohe Bildqualität, große Robustheit der Aussendung gegenüber Fremdsignalen (z. B. durch Mehrwegausbreitung). Nachteil: große Bandbreite von ca. 20 MHz. FM-ATV wird auf dem 23-cm-Band und höheren Bändern betrieben. AM-ATV wird zumindest in Europa nicht mehr verwendet, stattdessen wird beispielsweise bei 437 MHz Digital-ATV in DVB-T mit 1 oder 2 MHz Bandbreite und horizontaler Polarisation genutzt.

## Digitales Amateurfunk-Fernsehen
Digitales Amateurfunk-Fernsehen (DATV) soll – wie schon länger im Fernsehrundfunk zu beobachten – analoge Fernseh-Übertragungsverfahren ablösen. Die wesentlichen Vorteile der digitalen Technik sind in einer vergleichsweise geringen Übertragungsbandbreite (ab 200 kHz) sowie einer größeren Reichweite im freien Gelände und besseren Bildqualität bei gleicher Sendeleistung zu sehen. Bei den Geräten der 1. Generation aus der Entwicklergruppe um Prof. Uwe Kraus, DJ8DW, Berg.-Universität Wuppertal, wurde die im Mobilfunk bewährte GMSK-Modulation verwendet, während in einer weiterentwickelten Variante (3. Generation) zusätzlich die beim digitalen Satelliten-TV (DVB-S) bewährte QPSK-Modulation mit höherer Bildqualität aktivierbar ist. Außerdem ermöglichen neue hochintegrierte MPEG2-Coder und -Decoder-Bausteine auch Funkamateuren, digital Live-TV zu senden und zu empfangen.
Nachteile: Empfangsprobleme im Gebirge durch Reflexionen, dadurch oft kein Empfang trotz guter Feldstärke; bei zu kleiner FEC (Fehlerkorrektur) große Störanfälligkeit gegenüber Fremdsignalen; großer technischer und finanzieller Aufwand mit Abhängigkeit von anfangs nur einem marktbeherrschenden Hersteller der Sendekomponenten / Software. Ab 2012 führten aber zwei Selbstbau-Projekte in USA und in Großbritannien (hier anfangs „DigiLite“) zu deutlich preiswerteren Sendebausteinen durch Mitnutzung moderner PC-Fähigkeiten.
Im März 2014 wurde mit „Ham-Video“ eine zeitweilige DATV-Übertragung von der Internationalen Raumstation ISS aktiviert (auf 2395 MHz in DVB-S mit einer Symbolrate von 2,0 Ms/s abgestrahlt). Eine Kette von DATV-Empfangsstationen mit nachführbaren Richtantennen wurde über Internet-Videolinks in der Goonhilly-Bodenstation in Südengland zusammengefasst, um über 10 bis 20 Minuten ein durchgehendes Live-Bild mit Ton des Astronauten in via Internet angeschlossene Schulklassen zu übertragen, wenn er deren Fragen im Rahmen der lang vorgeplanten „ARISS“-Schulkontakte beantwortete.
Anfang 2019 wurde auf dem von Katar finanzierten geostationären TV-Satelliten Es’hail-2 auf 26 Grad Ost der von der deutschen AMSAT-DL entwickelte Amateurfunk-Transponder „Qatar-OSCAR-100“ aktiviert. Neben dem Schmalband-Teil für CW und Sprechfunk enthält er einen Breitband-Teil für DATV-Tests mit unterschiedlichen Kanalbandbreiten zwischen 1,5 MHz und 80 kHz. Die von Brasilien bis Thailand reichenden DATV-Sendestationen sprechen sich auf dem vom British Amateur Television Club (BATC) betriebenen Internet-Chat über Technik und begrenzte Sendezeit ab.

## Schmalband-Amateurfunk-Fernsehen
Als Schmalband-Amateurfunk-Fernsehen (SATV) wird die Variante von AM-ATV, die deutlich weniger Bandbreite benötigt im Vergleich zu den kommerziell üblichen Modulationsparametern, bezeichnet. So kann der Tonträger in FM direkt auf den Bildträger moduliert werden. Wegen der geringen Videobandbreite unter 1 MHz ist die Übertragungsqualität bei SATV schlechter als bei ATV, aber die Reichweite ist bei gleicher Leistung durch die mögliche kleinere Empfängerbandbreite deutlich größer.
Davon gibt es noch die extrem schmalbandige Variante „Narrow Bandwidth Television“ (NBTV). Diese belegt in einer modernen PC-basierten Form mit 2,6 Bildern pro Sekunde nur die Bandbreite eines SSB-Signals (2,5 kHz) und kann somit auch auf den Kurzwellen-Amateurbändern angewandt werden. Etwa 20 kHz Bandbreite belegen die schnellen NBTV-Übertragungen mit 12,5 Bildern pro Sekunde im „NBTVA-Standard“ (32 Zeilen senkrecht, Abtastung von rechts unten nach links oben ohne Zeilensprung, Seitenverhältnis 3:2 bei 12,5 Bildern pro Sekunde) unter Verwendung der mechanischen Nipkow-Scheiben-Abtastung nach dem Vorbild des TV-Pioniers John Logie Baird, bzw. zunehmend auch elektronisch oder mittels PC.

## Slow Scan TV
Für die Übertragung von Standbildern auf Kurzwelle wurde ein spezielles Verfahren entwickelt, das man Slow Scan Television (SSTV) nennt. Bei diesem Verfahren werden ursprünglich 120 Zeilen in 8 Sekunden (schwarz-weiß), aber in Weiterentwicklungen auch bis zu 496 Zeilen in 406 Sekunden (P7, Farbe) gesendet, die in einem Computer zwischengespeichert werden. Vorteilhaft ist, dass
- kurzzeitige Störungen nur wenige Bildpunkte verfälschen
- die benötigte Bandbreite nur etwa 2,5 kHz beträgt.

Auch hier gibt es inzwischen schmalbandige digitale Varianten mit Fehlerschutz wie WinDRM und DigTRX, die aber leistungsfähige Computer voraussetzen. Mit einem vergleichbaren Verfahren werden auch die Bilder zur Erde gesendet, die Satelliten von der Oberfläche anderer Planeten wie dem Mars aufgenommen haben.

## ATV-Relais
In Gebieten mit hoher ATV-Aktivität, wie in Ballungsgebieten, werden ATV-Relaisfunkstellen betrieben. Ein solches Relais empfängt ATV-Sendungen auf der sog. Eingabefrequenz. Das Relais setzt dann das empfangene Signal auf eine oder mehrere Ausgabefrequenzen in anderen oder demselben Amateurfunkband um und strahlt sie dort wieder ab. Dabei wird evtl. auch die Modulationsart (FM oder DVB) gewechselt. Da sich die Relais oft an hohen Standorten befinden, können Funkamateure mit Sendern geringer Leistung oder ungünstigen Standorten trotzdem von vielen anderen Stationen empfangen werden.
Viele ATV betreibende Funkamateure haben sich in Deutschland 1968 zur Arbeitsgemeinschaft Amateurfunkfernsehen e. V. (AGAF) zusammengeschlossen. Die vierteljährlich erschienene Clubzeitschrift „TV-AMATEUR“ gab in 195 Ausgaben viele praktische Hinweise und Vorschläge für den Selbstbau von Sendern, Konvertern und Zubehör sowie den Umbau von „normalen“ Geräten für den ATV-Betrieb. ATV-spezifische Geräte werden nur selten kommerziell gefertigt. Spätestens seit der Corona-Pandemie ließ die Mitarbeit an dem Heft nach, und die Druck- und Papierkosten überstiegen die Möglichkeiten eines kleinen Vereins. Übrig blieb die parallel zum Heft betriebene Webseite mit aktuellen Meldungen und Internet-Links zur Bildübertragung der Funkamateure aus aller Welt (siehe unten „Weblinks“).
Nach dem Beschluss zur Auflösung des eingetragenen Vereins am 4. März 2023 begannen einige Aktive ihre Mitarbeit im neu geschaffenen AGAF-Referat (siehe Weblinks) des Dachverbands DARC e. V., das Archiv der ehemaligen Clubzeitschrift „TV-AMATEUR“ ist dort in Form einzelner PDF-Versionen herunterladbar.